# Ripple (protokół transakcji)
Ripple – system rozliczeń w czasie rzeczywistym (RTGS), sieć wymiany walut i przekazów pieniężnych stworzona przez firmę Ripple. Nazywany również protokołem Ripple Transaction Protocol (RTXP), zbudowany jest na rozproszonym internetowym protokole open source.
Wydany w 2012 roku program Ripple umożliwia bezpieczne, natychmiastowe i prawie bezpłatne globalne transakcje finansowe dowolnej wielkości bez żadnych obciążeń zwrotnych. Obsługuje tokeny reprezentujące walutę fiducjarną, kryptowalutę, towar lub dowolną inną jednostkę wartości, taką jak mile lotnicze często podróżujących, lub ruchome minuty. Ripple opiera się głównie na wspólnej i publicznej bazie danych lub księdze głównej, która wykorzystuje proces konsensusu, który pozwala na płatności, wymianę i przekazy pieniężne w rozproszonym procesie. Sieć może działać bez firmy Ripple. Wśród walidatorów znajdują się firmy, dostawcy usług internetowych i Massachusetts Institute of Technology.
Sieć przekazów pieniężnych oraz wymiany walut stworzona przez firmę Ripple nosi nazwę RippleNet. Projekt ten ma na celu zrzeszanie banków, dostawców płatności, oraz giełdy kryptowalutowe w celu przyspieszenia procesu transakcji. System ten jest wyłączną własnością firmy Ripple. Sieć ma w swojej ofercie trzy produkty, które stanowią cały system. Wśród nich znajdują się: xRapid, odpowiadający za możliwość przeprowadzania transakcji międzynarodowych z jednoczesnym przewalutowaniem pieniędzy fiducjarnych na kryptowalutę XRP; xCurrent pozwalający na natychmiastowe rozliczenia i śledzenie płatności pomiędzy członkami sieci RippleNet oraz xVia, który poprzez oparcie o API umożliwia dokonywanie bankom transakcji za pośrednictwem innych partnerów połączonych z siecią RippleNet.

## Spór XRP (Ripple) z SEC
W 2020 roku, amerykańska Komisja Papierów Wartościowych i Giełd (SEC) złożyła pozew przeciwko firmie Ripple Labs, twierdząc, że jej tokeny XRP są traktowane jako papiery wartościowe, które zostały wydane bez rejestracji, co stanowi naruszenie amerykańskiego prawa papierów wartościowych. Spór dotyczy tego, czy XRP powinno być klasyfikowane jako "papiery wartościowe" zgodnie z ustawą o papierach wartościowych z 1933 roku, co wiązałoby się z obowiązkami związanymi z rejestracją i ujawnianiem informacji.
W odpowiedzi na pozew, Ripple zaprzeczyła, twierdząc, że XRP jest kryptowalutą i nie spełnia definicji papieru wartościowego, a cała sprawa jest nieuzasadniona. Firma argumentowała również, że SEC nie dostarczyła jasnych wytycznych odnośnie tego, jak kryptowaluty są klasyfikowane w kontekście amerykańskiego prawa.
W dniu 19 marca 2025 roku, po czteroletnim sporze prawno-regulacyjnym, Komisja Papierów Wartościowych i Giełd USA (SEC) wycofała pozew przeciwko firmie Ripple Labs, twierdząc, że XRP jest niezarejestrowanym papierem wartościowym. Decyzja ta została ogłoszona przez CEO Ripple, Brada Garlinghouse'a, co przyczyniło się do wzrostu ceny XRP o 13,73%. Dodatkowo, prezydent Donald Trump wyraził oczekiwanie na zatwierdzenie funduszu ETF śledzącego XRP w tym roku, podkreślając zaangażowanie administracji w rozwój branży kryptowalut.